# Moritz von Limburg-Styrum
Moritz von Limburg-Styrum (* 1. Juli 1634 in Deventer, Overijssel; † 28. August 1664 in Wien) war ein deutscher Adliger, durch Abstammung Graf von Limburg und durch Erbe Herr von Styrum.

## Abstammung
Graf Moritz war der drittgeborene Sohn des Grafen Hermann Otto I. von Limburg-Styrum (* 3. September 1592; † 17. Oktober 1644) und dessen Ehefrau Anna Magdalene, Freiin Spies von Büllesheim zu Frechen (* um 1600; † 16. Mai 1659).

## Leben
Nach dem Tod des Vaters im Jahr 1644 kam es zur Erbteilung zwischen Graf Moritz und seinen zwei Brüdern Graf Otto und Graf Adolf Ernst, wobei er die Herrschaft Styrum erhielt.
Im Jahr 1658 kämpfte er als Rittmeister für Frankreich gegen die Spanier, kam aber kaum zum Einsatz, da Turenne die Spanier bereits in Dünkirchen geschlagen hatte. Moritz geriet wegen der Plünderung eines adligen Hauses ins Gefängnis von Troyes. Er kam jedoch durch die Fürsprache seines Vorgesetzten wieder auf freien Fuß, wurde jedoch aus dem Regiment entlassen. Wenig später gelang es Graf Moritz, eine Rittmeisterstelle im Regiment des Herzogs Ulrich von Württemberg zu bekommen.
Seit Anfang 1659 war Moritz zu Hause auf Schloss Styrum. Nachdem seine Mutter im Mai verstorben war, unternahm Moritz mit Hilfe ihres Nachlasses größere Umbauten am Schloss.
Am 8. Oktober 1659 nach gemeinsamer Hasenjagd und späterem Essen und Zechen im Kloster Hamborn erschoss Graf Moritz bei dem Ritt nach Hause bei einem Streit den Junggrafen Carl Alexander von Daun-Falkenstein. Ob dies ein Unfall oder Mord war, wurde nie geklärt. Graf Moritz, der die Rache des Vaters Graf Wilhelm Wirich von Daun-Falkenstein fürchtete, floh zu seiner Schwägerin in die Herrschaft Gemen. Von hier aus plante er seine Verteidigung vor dem Reichskammergericht in Düsseldorf. Der Fall landete schließlich vorm Reichshofrat in Aachen, wurde jedoch nie zu Ende gebracht.
Graf Moritz nahm ab 1663 am Türkenkrieg in Österreich teil. Am 28. August 1664 kam er bei einem Duell in Wien ums Leben.

## Ehe und Nachkommen
Graf Moritz heiratete am 17. März 1662 auf Schloss Well seine Cousine Gräfin Maria Bernhardine von Limburg-Bronkhorst (* November 1637; † 15. Dezember 1713). Sie hatten folgende Nachkommen:
- Anna Bernhardine (* 6. September 1659; † 3. August 1701)

⚭ 7. März 1690 Graf Philip Willem va Hoensbroech († 29. September 1716)
- Moritz Hermann (* 3. September 1664; † 18. Mai 1703)

⚭ 19. Oktober 1692 Elisabeth Dorothea (1665–1722), Tochter von Emich Christian von Leiningen-Dagsburg (1642–1702)
| Vorgänger       | Amt                       | Nachfolger     |
| --------------- | ------------------------- | -------------- |
| Hermann Otto I. | Herr von Styrum 1644–1664 | Moritz Hermann |

| Personendaten    | Personendaten                          |
| ---------------- | -------------------------------------- |
| NAME             | Limburg-Styrum, Moritz von             |
| ALTERNATIVNAMEN  | Mauritz; Limburg zu Styrum, Moritz von |
| KURZBESCHREIBUNG | deutscher Adliger                      |
| GEBURTSDATUM     | 1. Juli 1634                           |
| GEBURTSORT       | Deventer, Overijssel                   |
| STERBEDATUM      | 28. August 1664                        |
| STERBEORT        | Wien                                   |